# 嶽六所神社
嶽六所神社（だけろくしょ じんじゃ）は、秋田県大仙市にある神社。式内小社、旧社格は郷社。

## 由緒

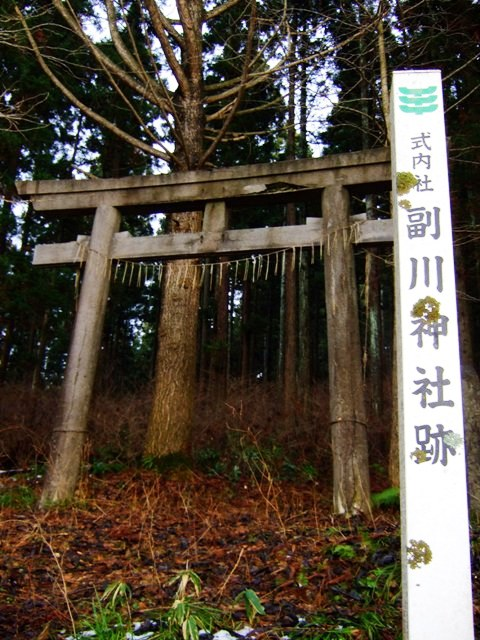
副川神社跡

社伝では大宝年間（701年 - 704年）の創建という。式内社である「山本郡 一座 小 副川神社」のあった場所とされている。中世には修験道の影響で観音信仰や八幡信仰の場となり、本来の祭神が忘れ去られていた。江戸時代に入り秋田藩主佐竹義格が藩内古社の復興を行った際に現副川神社（現・秋田県八郎潟町）の場所が比定地とされ、秋田藩三国社に列せられているが、古代山本郡は近世以降の仙北郡であり、皇學館大学や郷土史家等の調査ではこちらが本来の副川神社であるとされている。副川神社の論社には、他に添川神明社（現秋田県秋田市添川）（志賀剛氏説）があるが、一般的には本神社と里宮である八幡神社が古社地であり、近世に復興されたのが現副川神社と言われている。
里宮である八幡神社は、1872年（明治5年）郷社となる。

## 祭神
大田命、興玉命（2柱とも猿田彦命の子孫とされている）、句々土神、山祇命、磐戸命、鹽槌翁

## 祭事
3月第3日曜日：梵天奉納

## 境内外社

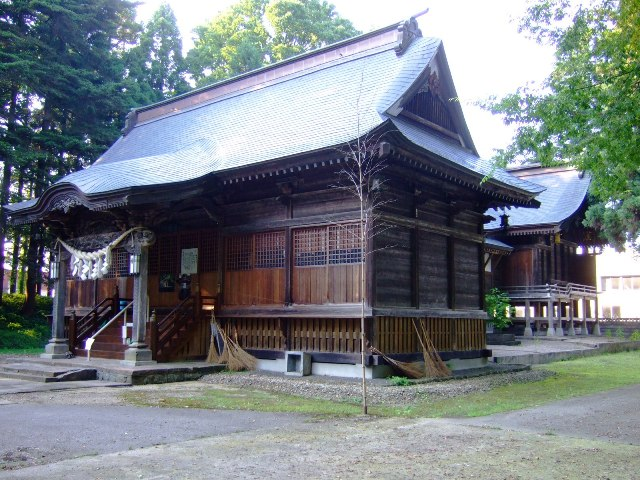
八幡神社

里宮：八幡神社（大仙市神宮寺字神宮寺19-1）
祭神：保牟多和気命、加句槌命
創建：伝大同年間
備考：中原親能、宮道国平の名入り棟札が現存

## 年表
＜＞は関連事項
- 700年頃（大宝年間）：伝創建
- 810年頃（大同年間）：里宮伝創建
- 1602年（慶長7年）：＜佐竹義宣、秋田入封＞
- 1868年（明治1年）3月：＜神仏分離令＞
- 1871年（明治4年）5月14日：＜社格制度制定＞
- 1872年（明治5年）：八幡神社、郷社に列せられる

## 交通

### バス
- 愛宕下バス停下車徒歩45分（神宮寺駅・大曲駅方面から）
  - 羽後交通